# ショッツ線
ショッツ線はグラスゴー・セントラル駅とエディンバラ・ウェイヴァリー駅をショッツを経由して結ぶイギリス、スコットランドの鉄道路線である。
グラスゴー・セントラルからアディンストン（街）まではウェスト・コースト本線と線路を共有しており、ミッドカルダー信号所でウェスト・コースト本線エディンバラ支線に合流する。2019年4月に全線の電化が完成した。
グラスゴー - エディンバラ間の鉄道路線はショッツ線を含めて5本存在するが、ショッツ線は所要時間がグラスゴー - フォルカーク - エディンバラ線（グラスゴー・クイーンストリート駅発着・フォルカーク経由）の約1.5倍であり、都市間連絡路線としてはあまり用いられていない。

## 歴史
路線の大部分は旧カレドニアン鉄道の路線であり、ヘイマーケット - エディンバラ・ウェイヴァリー間のみが旧ノース・ブリティッシュ鉄道であった。以下は構成部分の一覧である。
- グラスゴー・セントラル駅
- ポロック・アンド・ゴヴァン鉄道（英語版） - エグリントン・ストリート・トンネル - ルサーグレン
- クライズデール・ジャンクション鉄道（英語版） - ルサーグレン - アディンストン
- クレランド・アンド・ミッドカルダー線（英語版） - アディンストン - カークニュートン
- カレドニアン鉄道本線（英語版） - カークニュートン - ヘイマーケット
- エディンバラ・アンド・グラスゴー鉄道（英語版） - ヘイマーケット - エディンバラ・ウェイヴァリー

1963年のビーチング報告書で廃止の危機に瀕したが免れ、1965年9月にエディンバラ・プリンセス・ストリート駅が廃止されるとヘイマーケット駅及びエディンバラ・ウェイヴァリー駅に移行した。
グラスゴー・セントラル - ショッツ間はファースト・スコットレールに引き継がれるまでストラスクライド旅客輸送局の路線であった。

## 電化
ショッツ線は2019年4月に全線の電化が完成した。なお、以下の区間はウェスト・コースト本線およびアーガイル線との共有の関係上以前から電化されていた。
- グラスゴー・セントラル - ホリータウン - ウェスト・コースト本線・アーガイル線
- カークニュートン - エディンバラ・ウェイヴァリー - ウェスト・コースト本線エディンバラ支線

## ダイヤ

### 平日・土曜
各駅停車と急行列車が毎時1本ずつ、合計毎時2本運行される。急行列車の停車駅はグラスゴー・セントラル、べルシル、ショッツ、ウェスト・カルダー、リヴィングストン・サウス、ヘイマーケット、エディンバラ・ウェイヴァリーであり、所要時間は各駅停車に比べ33分短縮され65分となっている。

### 日曜
各駅停車が2時間に1本運転される。

## クロスカントリー
貨物列車を除き、ほとんどの列車がスコットレールによって運行されるが、クロスカントリーの列車の一部もショッツ線を使用する。運転士の資格保持のための回送列車と工事迂回が中心であるが、土曜日に1本だけ定期営業列車が設定されている。なお、この列車はグラスゴー・セントラルからヘイマーケットまでノンストップであり、ショッツ線内では停車しない。

## 車両
旅客列車の大半は156形で運行されており、一部に158形が使用される。また、電化の完成に伴い、2019年4月23日から385形の使用が開始されたが、全列車の電車化には至っていない。カーステアーズ経由の列車は380形で運行される。
貨物列車は主に66形によるけん引で運行される。